# العطيات القبلية
قرية العطيات القبلية هي إحدى القرى التابعة لمركز الفتح في محافظة أسيوط في جمهورية مصر العربية. حسب إحصاءات سنة 2006، بلغ إجمالي السكان في العطيات القبلية 1624 نسمة، منهم 863 رجل و761 امرأة.